# Basilio Emilio Desiderati
Basilio Emilio Desiderati (Mantova, 1840 – Brescia, 8 gennaio 1866) è stato un patriota italiano, partecipò alla Spedizione dei Mille di Garibaldi.

## Biografia
Nel 1860 fu garibaldino nei Mille di Garibaldi.